# معركة درتوسا
دارت  معركة درتوسا  (بالإنجليزية: Battle of Dertosa)‏ في ربيع عام 215 ق.م، جنوب نهر أبرة بالقرب من مدينة «درتوسا»، حيث انتصر الجيش الروماني بقيادة سكيبيو الأصلع وبابليوس سكيبيو، على الجيش القرطاجي بقيادة صدربعل برقا. كان الرومان قد ثبتوا أقدامهم، بقيادة سكيبيو الأصلع في هسبانيا بعد انتصاره في معركة سيسا في عام 218 ق.م. كما انتهت حملة صدربعل برقا لطردهم بهزيمة قواته البحرية في معركة نهر أبرة في عام 217 ق.م. قام صدربعل بهذه الحملة في عام 215 ق.م، ولكن الهزيمة منحت الرومان السيطرة في هسبانيا.
واصل الأخوان سكيبيو سياستها المتمثلة في إخضاع القبائل الأيبيرية والإغارة على القرطاجيين جنوب نهر أبرة. وهكذا، بكسبهم لهذه المعركة، منع الأخوان سكيبيو بشكل غير مباشر الوضع في إيطاليا من أن يزداد سوءا بالإضافة إلى تحسين أوضاعهم في أيبيريا.

## الوضع الاستراتيجي
كان صدربعل في موقف دفاعي منذ هزيمة أسطوله في معركة نهر أبرة في ربيع عام 217 ق.م. وفي عام 216 ق.م، تلقى صدربعل برقا تعزيزات تقدر بـ 4,000 جندي مشاة و 500 فارس، وقضى صدربعل معظم العام في إخضاع القبائل الإيبيرية، دون أن يبذل أي مجهودات لمواجهة الرومان.
وعلى الجانب الآخر، تلقى سكيبيو الأصلع تعزيزات تقدر بـ 8,000 جندي تحت قيادة شقيقه بابليوس سكيبيو بعد معركة نهر أبرة. اعتمد الأخوان إستراتيجية عدائية بحرية، تهدف لتدمير الأسطول القرطاجي والإغارة على المستعمرات القرطاجية في أيبيريا وجزر البليار. بدأ الأخوان سكيبيو في إخضاع القبائل الأيبيرية شمال نهر أبرة، كما شجعوا القبائل الإيبيرية المتحالفة مع الرومان على الهجوم على القبائل الموالية للقرطاجيين جنوب نهر أبرة.

## التحضير للمعركة
في عام 215 ق.م، عبر الرومان نهر أبرة وفرضوا حصاراً على بلدة «أبرة»، وهي بلدة أيبيرية صغيرة متحالفة مع القرطاجيين. بعد أن خلف صدربعل هيميلكو على قرطاجنة الجديدة، وسار مع جيشه شمالاً نحو نهر أبرة. ومع ذلك، اختار صدربعل عدم عبور النهر للإغارة على المستعمرات الرومانية كما لم يهاجم الجيش الروماني الذي يحاصر بلدة أبرة. بدلاً من ذلك، قرر صدربعل حصار بلدة «درتوسا» المتحالفة مع الرومان. رفع الأخوان سكيبيو حصارهم وتحركوا لمواجهة صدربعل. وهكذا، فرض صدربعل استراتيجيته، فساعد حلفائه من خلال إجبار الرومان على رفع الحصار ومواجهة الجيش الروماني في موقع يختاره بنفسه. نزل جيش الرومان في سهل بين أبرة ودرتوسا على بعد خمسة أميال من كلتا البلدتين. وبعد خمسة أيام من المناوشات، قرر قادة الجيشان الاستعداد لمعركة حاسمة.
تألف الجيش الروماني من 10,000 جندي روماني، و 18,000 من حلفائهم الإيطاليين. أما الفرسان، فكانوا يتكونون من 600 فارس روماني و 1,800 فارس إيطالي مع 2,000 جندي و 400 فارس من القبائل الأيبيرية المتحالفة مع الرومان.
إما جيش صدربعل برقا فكان يتكون من 15,000 جندي ليبي و 1,000 من المرتزقة الليغوريين و 8,000 جندي أيبيري. أما الفرسان القرطاجيون فيتكونون من 450 فارس ليبي و 1,200 فارس أيبيري و 2,300 الخيالة النوميد، بالإضافة إلى 20 فيلاً و 1,000 رامي من جزر البليار.
إصطف الفرسان الرومان في الأجنحة والمشاة في القلب. جعل الرومان الفرسان الرومانية والأيبيريبن في الميمنة، والفرسان الإيطاليين في الميسرة وخلف الجناحين المشاة الإيطاليين، أما الفيالق الرومانية ففي القلب. ترك الرومان 2,000 جندي روماني وإيطالي وأيبيري لحراسة المعسكر الروماني.
جعل صدربعل الفرسان الليبيين والأيبيريين في ميسرته لمواجهة الفرسان الأيبيريين والرومانيين في الجيش الروماني، والفرسان النوميديين في الميمنة لمواجهة الفرسان الإيطاليين. بجانب الفرسان الأيبيريين، وضع صدربعل كتيبة من المشاة الليبيين المدعومة من قبل المرتزقة لمواجهة المشاة الإيطاليين، وكتيبة أخرى من المشاة الليبيين مع الخيالة النوميد في الميمنة لمواجهة المشاة الإيطاليين. وبين كتائب المشاة الليبية، وضع المشاة الأيبيريين في القلب لمواجهة فيالق الرومان. قُسمت الفيلة إلى مجموعتين فوزعت كل 10 فيلة أمام الفرسان في كلا الجناحين. شكّل الرماة البلياريين خط للمناوشة أمام المشاة. ثم ترك صدربعل من ألفين إلى ثلاثة آلاف جندي لحراسة المعسكر القرطاجي.

## المعركة
هزمت الفيالق الرومانية في القلب المشاة الأيبيريين بسهولة، كما لم تلعب الفيلة القرطاجية أي لعب دور في المعركة. وبعدما هزم المشاة الإيطاليين المشاة الليبيين في ميسرة الجيش الروماني، تحركوا لدعم الرومان في القلب لمواجهة الأيبيريين. بينما استطاع المشاة الليبيين والمرتزقة هزيمة المشاة الإيطالية في ميمنة الجيش الروماني، وخلافا لمعركة كاناي، لم يستطع الليبيون تطويق الرومان. وعلى الرغم من التفوق العددي للفرسان القرطاجيين في الأجنحة، لم يكن الفرسان القرطاجيين قادرين على استدراج فرسان الرومان بعيداً عن ميدان المعركة. لم يستطع فرسان الطرفين حسم المعركة. في الوقت الذي انهارت فيه قوات المشاة الأيبيرية في قلب الجيش القرطاجي، وبدأوا في الفرار من المعركة.
لم يستطيع القرطاجيون أن يكرروا ما فعله حنبعل في معركة تريبيا، عندما انهار مشاة قلب الجيش القرطاجي. تمكن حنبعل من كسب المعركة عندما طوّق مشاته الرومان، وهاجم فرسانه مؤخرة الجيش الروماني بقوات ماجو برقا في إحدى كمائن حنبعل.
بالرغم من تفوق المشاة الليبيين على المشاة الإيطالية، إلا أن فرار الفرسان القرطاجيون بعدما وجدوا المشاة الأيبيريون في القلب ينهارون ويفرون، جعل المشاة الرومان يتفرغون لمساعدة المشاة الإيطاليين، فألحقوا خسائر فادحة بالمشاة الليبيين بعد أن أبدى الليبيون مقاومة شرسة.

## النتائج
نجا صدربعل برقا من المعركة مع معظم الفيلة والفرسان وعدد قليل من المشاة معظمهم من الأيبيريين. لم يسع الرومان سعيا قويا لتكرار نجاحهم بعد معركة سيسا. انسحب القرطاجيون إلى قرطاجنة الجديدة، تاركين الرومان بعد أن ثبّتوا أقدامهم جنوب نهر أبرة.

## الأهمية الاستراتيجية للمعركة
على الرغم من أن معركة درتوسا لم تكن بنفس أهمية معركة ميتوريوس، إلا أنها كانت ذات تأثير حاسم على مسار الحرب في عدة محاور منها:
1. لو أن صدربعل برقا كان قد كسب المعركة، لكان هناك على الأقل أربعة جيوش قرطاجية في إيطاليا بحلول عام 214 ق.م، وتلك هي جيوش صدربعل برقا وحنبعل وماجو برقا وهانو الكبير.
2. تسببت الهزيمة في إرسال ماجو برقا وصدربعل جيسكو إلى أيبيريا لدعم صدربعل برقا.
3. لم يتمكن صدربعل برقا من إرسال تعزيزات لأخيه حنبعل.
4. أصبح زمام المبادرة في أيدي الرومان في أيبيريا.